# Vukovski potok
Vúkovski potok je pritok Perniškega jezera v severnem delu Slovenskih goric. Izvira v gozdu Polički les v plitvi grapi, teče ves čas proti jugu po enakomerno široki dolini z ravnim, nekoč mokrotnim dnom skozi razložena naselja Polička vas, Vukovski Vrh in Vukovski Dol ter se izliva v Perniško jezero na njegovem skrajnem severnem koncu. Ima izrazito ozko porečje in dobiva le nekaj kratkih pritokov iz grap na obeh straneh doline.
Dolinsko dno je bilo nekoč zaradi mokrotnosti in pogostih poplav neposeljeno, potok pa je drobno vijugal med logi in travniki ter se na mestu današnjega Perniškega jezera izlival v Jareninski potok. Njun skupni tok do izliva v Pesnico  se je pred nastankom jezera imenoval Velimlja.
Do danes se je naravna struga ohranila le v zgornjem toku, v ostalem delu so v okviru melioracij potok speljali v umetno ravno strugo, zgolj skromno obraščeno z obvodnim rastlinjem. Namesto nekdanjih mokrotnih travnikov danes prevladujejo v ravnici ob potoku njivske površine, ki segajo povsem do struge potoka, in le mestoma travniki, kar še povečuje količino hranil in mulja, ki jih potok nanaša v zgornji del Perniškega jezera.